# Seriesyonkis
Seriesyonkis va ser un cas de dret penal espanyol en què quatre persones titulars del lloc web Seriesyonkis, i dels llocs germans Peliculasyonkis i Videosyonkis, van ser acusats d'infracció de copyright a causa de la disposició pública d'enllaços a serveis d'allotjament de fitxers (cyberlockers) on els usuaris podien accedir a sèries de televisió i pel·lícules de forma gratuïta. Els acusats van enfrontar penes de fins a 4 anys de presó i més de 550 milions d'euros en danys. El cas posava en dubte si l'activitat dels administradors web constituïa un acte de comunicació pública, d'acord amb el Codi penal espanyol, en el sentit d'infringir la Directiva europea sobre drets d'autor.
Finalment, els acusats van ser absolts dels càrrecs car el tribunal va considerar que, en el moment dels fets, l'hiperenllaç no es considerava un acte de comunicació pública en virtut del Codi penal espanyol.

## Història
Fundats l'any 2007, Seriesyonkis, Peliculasyonkis i Videosyonkis eren llocs webs que, fins al 2014, oferien hipervincles de sèries de televisió i pel·lícules organitzades i classificades segons diferents criteris, ja fos ordre alfabètic, gènere, contingut, últimes versions o entrades. Sovint incloïen la seva sinopsi i pòster, i un fòrum de discussió per als usuaris. Els enllaços redirigeixen els usuaris a cyberlockers com Megaupload, on podien accedir al contingut audiovisual.
Els acusats no van pujar cap contingut audiovisual als cyberlockers, no tenien control sobre el bon funcionament dels hiperenllaços i no en comprovaven l'eficàcia. El tribunal va concloure que l'activitat dels llocs web es limitava a l'enllaç d'hipevincles però no allotjaven cap contingut audiovisual.
En el moment dels fets, del 2007 al 2014, l'article 270 del Codi Penal espanyol incloïa com a actus reus els actes de replicació, plagi, distribució i comunicació pública de qualsevol còpia autoritzada d'obres protegides per drets d'autor. La discussió d'aquest cas es va centrar en si la prestació d'enllaços, obtinguts per tercers, a cyberlockers per part de webs que no allotgen cap contingut audiovisual, constituïa un acte de comunicació pública segons el Codi penal.
Atès que el concepte d'acte de comunicació pública no estava definit en el Codi penal, el tribunal es va referir a la Llei de propietat Intel·lectual que estableix que el fet de posar a disposició del públic les obres de manera que tothom pugui accedir-hi, suposa un acte de comunicació. El tribunal va examinar múltiples resolucions de diferents Audiències provincials de casos similars coetanis a l'època de les activitats desenvolupades pels acusats i va considerar que, en la majoria dels casos, l'hiperenllaç no constituïa un acte de comunicació pública.
El Tribunal de Justícia de la Unió Europea (TJUE), però, va afirmar el febrer de 2014 que l'hiperenllaç es qualifica com un acte de comunicació. La jurisprudència posterior del TJUE ha reiterat aquesta doctrina. Arran de les decisions del TJUE, la jurisprudència espanyola va considerar que els hiperenllaços constituïen un acte de comunicació pública en virtut del Codi Penal. Tanmateix, el tribunal penal espanyol va considerar que aquestes resolucions no poden aplicar-se amb caràcter retroactiu al temps de les activitats desenvolupades pels acusats.
L'any 2015 es van modificar diverses disposicions del Codi Penal espanyol. La reforma va afegir un nou paràgraf a l'article 270, article 270.2, que inclou com a actus reus l'acte de permetre l'accés a còpies no autoritzades d'obres protegides per drets d'autor, en particular, mitjançant la visualització de llistes classificades d'enllaços a aquestes còpies, fins i tot si els enllaços els proporcionen els usuaris. El tribunal va concloure que la referència explícita als hiperenllaços a l'article 270.2 confirma que aquesta activitat no es considerava anteriorment un delicte.
Altres estats com els EUA havien estat pressionant l'espanyol per tal que endurís la Llei de Propietat Intel·lectual i, de fet, el 2013 l'antic directiu de llicències i màrqueting d'HBO, James Costos, havia estat nomenat ambaixador estatunidenc a Espanya.